# Ruggero Bonghi
Ruggero Bonghi (21 mars 1826, Naples - 22 octobre 1895, Torre del Greco) est un philologue, académicien et homme politique italien.

## Biographie
Ruggero Bonghi est né le 21 mars 1826 à Naples de l'union de Luigi Bonghi, avocat d'origine bergamesque et de Carolina de Curtis. À la suite de la mort de son père en 1836, son éducation revient à la charge de Clemente de Curtis, son grand-père maternel. En 1840, sa mère se remarie à Saverio Baldacchini, homme politique, écrivain et poète qui exerce une grande influence sur Ruggero.
Lors des révolutions italiennes de 1848, il prend une part active au mouvement libéral et démocratique et fonde à Florence le journal il Nazionale. Exilé en Suisse en 1849, il publie les traductions de la Métaphysique d'Aristote, d'une partie des Œuvres de Platon et ses Lettere critiche sul perché la letteratura italiana non è popolare in Italia (Lettres critiques sur la raison pour laquelle la littérature italienne n'est pas populaire en Italie).
En 1859, il est nommé professeur de philosophie à l'académie de Milan. En 1864, il enseigne la littérature grecque à l'université de Turin. En 1865, c'est la littérature latine qu'il professe à l'Institut des hautes études de Florence et devient membre du Conseil supérieur de l'instruction publique. En 1871, il est nommé professeur d'histoire ancienne à l'université de Rome.
En 1861, il est élu député au premier parlement du nouveau Royaume d'Italie avant de devenir ministre de l'Instruction publique dans le cabinet Minghetti de 1874 à 1876.
En 1863, il fonde le journal la Stampa de Milan puis dans la même ville un autre plus politique encore la Perseveranza.
Il participe, au cours de sa carrière, à de nombreuses académies et institutions culturelles, telles que l’Accademia dei Lincei (1875), la Royale Accademia di scienze morali e politiche di Napoli (1880 à sa mort), l'Académie royale de Turin, l’Institut lombard des sciences et lettres, l’Institut vénitien, l’Académie royale de Palerme, l’Académie de la Crusca (1879) ou la Royale Accademia musicale di S. Cecilia.